# كونايشوسا دي لا سايرا
بلدية كونايشوسا دي لا سايرا (بالإسبانية: Canicosa de la Sierra)‏, هي إحدى بلديات مقاطعة برغش, التي تقع في منطقة قشتالة وليون, والتي تقع في شمال غرب إسبانيا.
يبلغ عدد سكانها 629 نسمة وفقاً لإحصائية سنة (2002).